# 11月 (旧暦)
旧暦11月（きゅうれきじゅういちがつ）は、旧暦（太陰太陽暦）の年初から11番目の月である。
冬至を含む月が11月となる。新暦では11月下旬から1月上旬ごろに当たる。
11月の別名は霜月（しもつき）である。名前の由来は11月を参照のこと。異名は「ちゅうとう（仲冬）」。
東洋の太陰太陽暦では月の日数である大小（大月30日、小月29日）が年により異なるため、11月29日までで11月30日は存在しない年もある。

## 霜月の日付
| 西暦   | 朔       | 晦            | 日数 |
| ------ | -------- | ------------- | ---- |
| 2008年 | 11月28日 | 12月26日      | 29日 |
| 2009年 | 12月16日 | 2010年1月14日 | 30日 |
| 2010年 | 12月6日  | 2011年1月3日  | 29日 |
| 2011年 | 11月25日 | 12月24日      | 30日 |
| 2012年 | 12月13日 | 2013年1月11日 | 30日 |
| 2013年 | 12月3日  | 12月31日      | 29日 |
| 2014年 | 12月22日 | 2015年1月19日 | 29日 |
| 2015年 | 12月11日 | 2016年1月9日  | 30日 |
| 2016年 | 11月29日 | 12月28日      | 30日 |
| 2017年 | 12月18日 | 2018年1月16日 | 30日 |
| 2018年 | 12月7日  | 2019年1月5日  | 30日 |
| 2019年 | 11月27日 | 12月25日      | 29日 |
| 2020年 | 12月15日 | 2021年1月12日 | 29日 |
| 2021年 | 12月4日  | 2022年1月2日  | 30日 |
| 2022年 | 11月24日 | 12月22日      | 29日 |
| 2023年 | 12月13日 | 2024年1月10日 | 29日 |
| 2024年 | 12月1日  | 12月30日      | 30日 |
| 2025年 | 12月20日 | 2026年1月18日 | 30日 |
| 2026年 | 12月9日  | 2027年1月7日  | 30日 |
| 2027年 | 11月28日 | 12月27日      | 30日 |
| 2028年 | 12月16日 | 2029年1月14日 | 30日 |
| 2029年 | 12月5日  | 2030年1月3日  | 30日 |
| 2030年 | 11月25日 | 12月24日      | 30日 |
| 2031年 | 12月14日 | 2032年1月12日 | 30日 |